# Regierungsbezirk Tübingen
Der Regierungsbezirk Tübingen ist einer von vier Regierungsbezirken im deutschen Land Baden-Württemberg.
Er steht in der Hierarchie über den Land- und Stadtkreisen sowie unter der Landesregierung, das Regierungspräsidium ist somit eine staatliche Mittelbehörde.

## Geographie
Der Regierungsbezirk Tübingen liegt im Südosten Baden-Württembergs. Er hieß bis zum 31. Dezember 1972 Regierungsbezirk Südwürttemberg-Hohenzollern, hatte damals jedoch einen anderen Zuschnitt.
Im Süden grenzt er an den Bodensee, im Westen an die Regierungsbezirke Freiburg und Karlsruhe, im Norden an den Regierungsbezirk Stuttgart und im Osten an den Regierungsbezirk Schwaben im Freistaat Bayern. Seine heutige Ausdehnung geht auf die Verwaltungs- und Gebietsreform zum 1. Januar 1973 zurück.

## Geschichte
Das Regierungspräsidium Tübingen besteht seit der Bildung des Südweststaates Baden-Württemberg im Jahr 1952. Die Behörde ist seit diesem Zeitpunkt im Wesentlichen für den südlichen Teil des ehemaligen Landes Württemberg sowie die ehemals preußischen Hohenzollerischen Lande bzw. für das ehemalige Bundesland Württemberg-Hohenzollern (Hauptstadt Tübingen) zuständig, das nach dem Zweiten Weltkrieg aus der französischen Besatzungszone hervorgegangen war.
Der Verwaltungsbezirk hieß daher zunächst Regierungsbezirk Südwürttemberg-Hohenzollern. Bei der Gebietsreform, die zum 1. Januar 1973 in Kraft trat, wurde der Zuständigkeitsbereich des Regierungspräsidiums Tübingen um ehemals badische Gebiete erweitert.
Im Gegenzug wurden auch Gebiete in die Zuständigkeit der Regierungspräsidien Freiburg und Karlsruhe abgegeben. Daher wurde der Regierungsbezirk Südwürttemberg-Hohenzollern seinerzeit in Regierungsbezirk Tübingen umbenannt.

## Bevölkerungsentwicklung
Die Einwohnerzahlen sind Volkszählungsergebnisse (¹) oder amtliche Fortschreibungen des Statistischen Landesamts Baden-Württemberg (nur Hauptwohnsitze).
| Jahr              | Einwohnerzahlen |
| ----------------- | --------------- |
| 31. Dezember 1973 | 1.482.535       |
| 31. Dezember 1975 | 1.476.938       |
| 31. Dezember 1980 | 1.511.453       |
| 31. Dezember 1985 | 1.523.790       |
| 27. Mai 1987 ¹    | 1.530.045       |
| 31. Dezember 1990 | 1.628.608       |

| Jahr               | Einwohnerzahlen |
| ------------------ | --------------- |
| 31. Dezember 1995  | 1.725.584       |
| 31. Dezember 2000  | 1.767.013       |
| 31. Dezember 2005  | 1.805.146       |
| 30. September 2010 | 1.809.661       |
| 9. Mai 2011 ¹      | 1.762.539       |
| 31. Dezember 2015  | 1.823.573       |

| Jahr              | Einwohnerzahlen |
| ----------------- | --------------- |
| 31. Dezember 2020 | 1.867.424       |

## Organisation
Oberste Behörde ist das Regierungspräsidium Tübingen. Regierungspräsidenten seit 1952 sind
- 1952–1957 Karl Walser (parteilos)
- 1958–1972 Willi Birn (parteilos)
- 1973–1975: Hans-Jörg Mauser (CDU)
- 1975–1997: Max Gögler (CDU)
- 1997–2006: Hubert Wicker (parteilos)
- 2006–2015: Hermann Strampfer (CDU)
- 2015–2016: Jörg Schmidt (SPD)
- seit dem 1. Juni 2016: Klaus Tappeser (CDU)

## Verwaltungsgliederung
Der Regierungsbezirk umfasst
- 3 Regionalverbände
- 8 Landkreise und 1 Stadtkreis

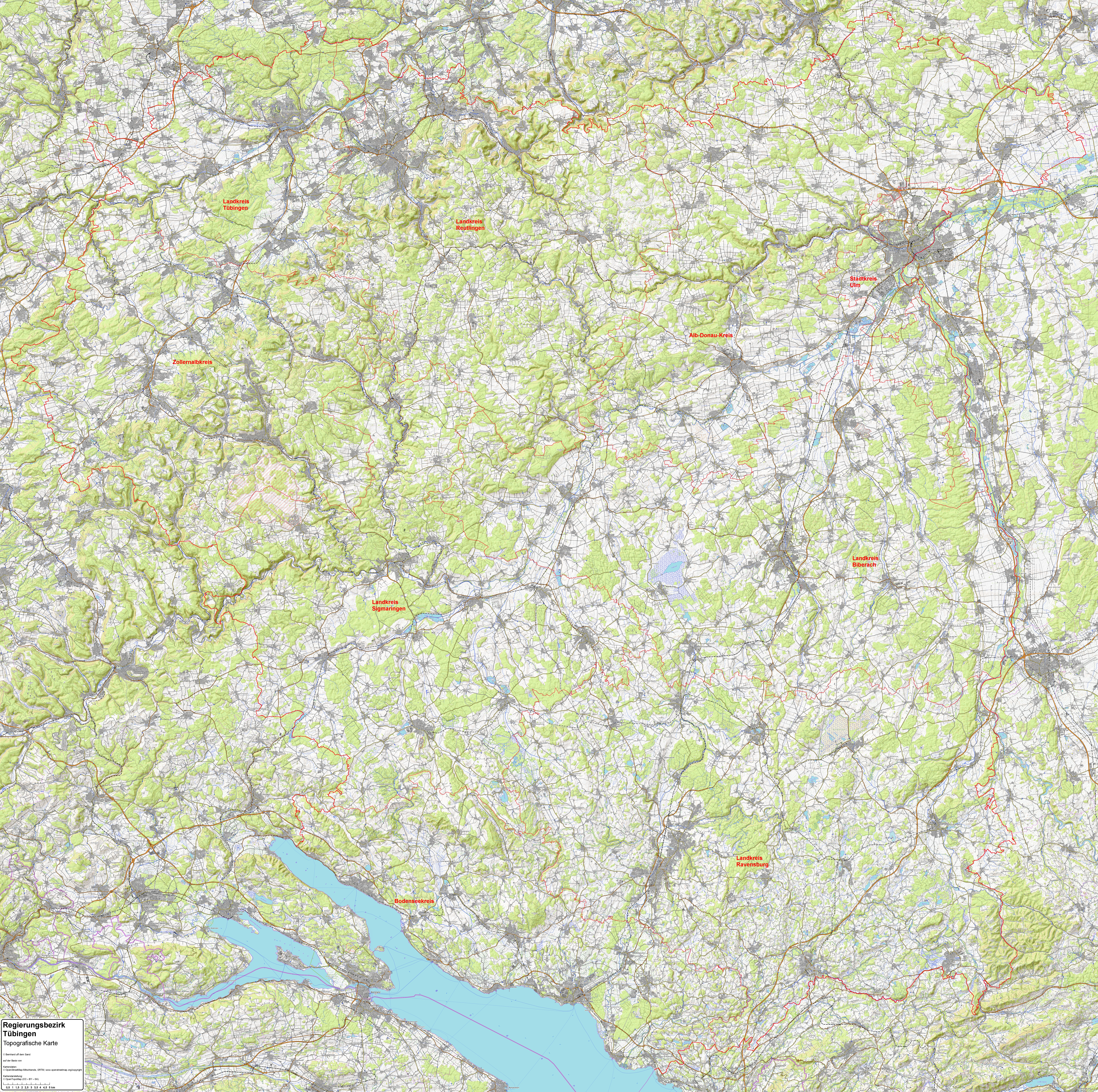
Topografische Karte des Regierungsbezirks Tübingen

- 255 Städte und Gemeinden (einschließlich 1 Gemeindefreies Gebiet), darunter 1 Stadtkreis und 17 Große Kreisstädte

Die Regionalverbände mit ihren Stadt- und Landkreisen:
Regionalverband Neckar-Alb
Landkreis Reutlingen (RT)
Landkreis Tübingen (TÜ)
Zollernalbkreis (BL, HCH)
Regionalverband Bodensee-Oberschwaben
Landkreis Ravensburg (RV, SLG, ÜB, WG)
Landkreis Sigmaringen (SIG, SLG, STO, ÜB)
Bodenseekreis (FN, TT, ÜB)
Region Donau-Iller (zu der grenzüberschreitenden Region gehören auch Gebiete in Bayern)
Stadtkreis Ulm (UL)
Alb-Donau-Kreis (UL)
Landkreis Biberach (BC)
Die 17 Großen Kreisstädte (unterstehen der Fachaufsicht des Regierungspräsidiums):
| - Albstadt - Bad Waldsee - Balingen - Biberach an der Riß - Ehingen (Donau) - Friedrichshafen | - Laupheim - Leutkirch im Allgäu - Metzingen - Mössingen - Ravensburg - Reutlingen | - Rottenburg am Neckar - Tübingen - Überlingen - Wangen im Allgäu - Weingarten |

## Wirtschaft
Im Vergleich mit dem Bruttoinlandsprodukt pro Kopf der Europäischen Union, ausgedrückt in Kaufkraftparität, erreichte der Regierungsbezirk Tübingen im Jahr 2015 einen Index von 134 (EU-28 = 100).